# 普雷斯頓 (愛達荷州)
普雷斯頓（英語：Preston）是一個位於美國愛達荷州富蘭克林縣的城市。根據2010年美國人口普查，該地人口為5204人，而該地的面積約為17.61平方千米。同時該地也是富蘭克林縣的縣治。

## 地理
普雷斯頓的座標為42°05′43″N 111°12′31″W / 42.09528°N 111.20861°W，而該地的平均海拔高度為1437米（即4715英尺）。